# ناتالي كوك
ناتالي كوك (بالإنجليزية: Natalie Cook)‏ (19 يناير 1975 في أستراليا - ) هي لاعب كرة طائرة شاطئية ولاعبة كرة طائرة أستراليا. شاركت في الألعاب الأولمبية الصيفية 1996.

## وصلات خارجية
- ناتالي كوك على موقع الاتحاد الدولي beach volleyball database (الإنجليزية)
- ناتالي كوك على موقع قاعدة بيانات الكرة الطائرة الشاطئية (الإنجليزية)
- ناتالي كوك على موقع اللجنة الأولمبية الدولية (الإنجليزية)
- ناتالي كوك على موقع أوليمبيديا (الإنجليزية)
- ناتالي كوك على موقع اللجنة الأولمبية الأسترالية (الإنجليزية)
- ناتالي كوك على موقع قاعة أستراليا للمشاهير الرياضية (الإنجليزية)